# Janusz Świtkowski
Janusz Tadeusz Świtkowski (ur. 24 marca 1934 w Warszawie, zm. 20 lutego 2022 tamże) – polski dyplomata, ambasador w Malezji (1978–1982), Indiach (1985–1989) oraz Korei Południowej (1994–2001). W latach 1989–1994 sprawował funkcję dyrektora protokołu MSZ.

## Życiorys
Syn Tadeusza i Stefanii. Ukończył studia na Wydziale Prawa Uniwersytetu Warszawskiego, po czym pracował jako asesor i podprokurator Prokuratury Warszawskiej (1957–1960) oraz sekretarz Komisji Wymiaru Sprawiedliwości Komitetu Warszawskiego PZPR (1960–1962).
Od 1962 w Ministerstwie Spraw Zagranicznych. Pełnił obowiązki attaché Ambasady w Ghanie (1964–1967) oraz konsula generalnego w Sydney (1969–1973). Pracował jako radca w MSZ (1967–1969) oraz naczelnik wydziału, doradca ministra i wicedyrektor jego gabinetu (1973–1978). W latach 1978–1982 był ambasadorem PRL w Malezji. Po powrocie do kraju zatrudniony ponownie jako wicedyrektor gabinetu ministra (1982–1985). W 1985 objął obowiązki ambasadora w Indiach, akredytowanym także w Nepalu i Sri Lance. Po zakończeniu misji w 1989 objął stanowisko dyrektora Protokołu Dyplomatycznego MSZ (1989–1994). W 1994 mianowany na ambasadora RP w Republice Korei Południowej. Kadencję skończył w 2001.

## Odznaczenia
- Krzyż Kawalerski Order Odrodzenia Polski
- Złoty Krzyż Zasługi
- Srebrny Krzyż Zasługi